# Penitentiary
Série
Penitentiary II
(1982)
Pour plus de détails, voir Fiche technique et Distribution.
Penitentiary est un film dramatique de blaxploitation produit en 1979 aux États-Unis, écrit, produit et réalisé par Jamaa Fanaka, et mettant en vedette Leon Isaac Kennedy dans le rôle de Martel « Too Sweet » Gordone, un homme emprisonné pour un crime qu'il n'a pas commis. Le film est sorti le 21 novembre 1979.

## Résumé
Alors que Martel Gordone erre à l'aventure dans le désert, circulant en auto-stop, il est pris par une jeune femme au volant d'une camionnette, prénommée Linda, qui lui fait du charme. Il s'avère que Linda est une prostituée itinérante. Elle se rend dans un restaurant où l'attendent deux clients, des motards que Martel a croisés plus tôt. Mais ceux-ci l'insultent, insinuant qu'elle vient de se taper un « sale nègre ». Gordone intervient alors que Linda est agressée, parvient à maîtriser l'un des deux assaillants mais est assommé par son comparse. À son réveil, Martel découvre qu'il est inculpé du meurtre d'un des deux motards, tandis que Linda a disparu.
Il est envoyé dans une prison à la population très majoritairement noire, où le viol est une pratique courante, ritualisée. L'homme dont il partage la cellule, surnommé « Half Dead », tente dès le premier soir de le soumettre et de le violer, mais Martel dit « Too Sweet » (surnommé ainsi du fait de sa gourmandise pour les sucreries, en particulier les barres chocolatées Mr. Goodbar) se défend, résiste aux assauts répétés de la brute, et finit par le neutraliser, criant aux autres prisonniers du bloc (dont les acolytes de « Half Dead », qui, entendant les grognements et gémissements, imaginaient avec satisfaction que ce dernier était en train de dominer le nouveau venu) de ne plus l'approcher. Apprenant qu'un jeune homme prénommé Eugene s'est quant à lui laissé soumettre, il l'encourage à se défendre lui aussi, lui affirmant que personne ne devrait être la « propriété » de quelqu'un d'autre.
Gordone est ensuite placé dans une autre cellule ; son nouveau compagnon est un homme âgé de 65 ans portant le surnom de « Seldom Seen », qui est en prison depuis 35 ans (plus 15 ans dans sa jeunesse, soit un total de 50 ans d'incarcération), et a développé sa propre sagesse personnelle, par simple souci de survie, se considérant comme « l'homme le plus libre au monde » car il a appris à contrôler ses désirs et à se concentrer sur son moi profond. Martel et « Seldom Seen » développent une authentique amitié.
Peu de temps après, un tournoi de boxe illégal est organisé dans la prison par le lieutenant Arnsworth. Le vainqueur du tournoi sera autorisé à quitter la prison via une libération conditionnelle anticipée, et Gordone pense pouvoir gagner. Le principal obstacle est un homme du nom de Jesse « The Bull » Amos, chef du gang le plus puissant de la prison. « Seldom Seen » accepte d'être l'entraîneur de Gordone.
En outre, le vainqueur de chaque segment du tournoi obtient un droit de « visite conjugale » avec une prostituée. C'est ainsi que Martel retrouve Linda, qui a tué l'un des deux motards et l'a laissé en payer le prix.
Peu avant la fin du tournoi, Jesse ordonne à ses sbires d'assassiner Martel, mais Eugene s'interpose, et meurt poignardé, consolé par Martel qui lui affirme qu'il a « gagné » puisqu'il a cessé de se soumettre.
Galvanisé par le désir de venger Eugene, Martel bat Jesse et remporte finalement le tournoi. Il est sur le point d'être libéré, et a négocié pour que « Seldom Seen » bénéficie également d'une libération conditionnelle, afin que leur prometteuse association puisse perdurer hors de la prison. Ce dernier est effrayé à l'idée de retrouver la liberté, mais Martel lui assure qu'ensemble il pourront s'en sortir.

## Fiche technique
- Réalisation : Jamaa Fanaka
- Scénario : Jamaa Fanaka
- Photographie : Marty Ollstein
- Montage : Betsy Blankett Millicevic
- Production : Jamaa Fanaka, Alicia Dhanifu, Robert Edelen, Irving Parham
- Langue originale : anglais
- Date de sortie : 21 novembre 1979

## Distribution
- Leon Isaac Kennedy : Martel « Too Sweet » Gordone
- Floyd Chatman : Hezzikia « Seldom Seen » Jackson
- Badja Djola : « Half Dead » Johnson
- Donovan Womack : Jesse « The Bull » Amos
- Thommy Pollard : Eugene T. Lawson
- Hazel Spears : Linda
- Gloria Delaney : Peaches
- Wilbur White : Sweet Pea
- Chuck Mitchell : lieutenant Arnsworth
- Cepheus Jaxon : Poindexter
- Dwaine Fobbs : Lying Latney Winborn
- Ernest Wilson : Cheese
- Will Richardson : Magilla Gorilla
- Tony Cox : TC

## Bande sonore
« Kissy Face » – écrit, produit et interprété par Mark Gaillard and The Slim and Trim Band.

## Commentaire
Le film aborde frontalement et crument la question du viol dans les prisons, présenté comme un processus ritualisé de domination des plus forts sur les plus faibles, associé à un langage codé, et se produisant (à l'époque) dans l'indifférence des gardiens ou de l'administration pénitentiaires. Un homme ayant été dominé et « manipulé » (« tampered with ») par un autre devient sa « propriété », intériorisant sa soumission, tandis que les autres prisonniers ont l'interdiction tacite de le toucher. Les dominants sont respectés et encouragés, les dominés sont traités comme des êtres inférieurs.

## Rééditions
Le film original et sa première suite Penitentiary II ont été édités en DVD par Xenon Entertainment en 2000, assortis d'un commentaire audio de Jamaa Fanaka, puis réédités en 2006,. Les deux films ont été réédités en DVD et BRD par Vinegar Syndrome en 2018.

## Suites
Jamaa Fanaka a produit deux suites du film au cours des années suivantes.
Penitentiary II est sorti en 1982. Il s'agit de la suite directe de Penitentiary, relatant le parcours de Martel « Too Sweet » Gordone peu après sa sortie de prison. Plusieurs personnages de Penitentiary ont été interprétés par d'autres acteurs : en particulier, Ernie Hudson reprend le rôle de « Half Dead » (malgré la piètre ressemblance entre les deux acteurs), et Malik Carter reprend le rôle de « Seldom Seen ». Mr. T, qui venait tout juste de jouer le rôle de Clubber Lang dans Rocky III (film qui allait propulser sa célébrité mais qui n'était pas encore sorti), y joue l'entraîneur de Martel.
Penitentiary III est sorti en 1987. L'intrigue se focalise sur la seconde incarcération de Martel « Too Sweet » Gordone, renvoyé en prison après avoir battu à mort un autre boxeur dans un état d'inconscience induit par une drogue.